# 車路頭
車路頭，是台灣宜蘭縣礁溪鄉的一個傳統地域名稱。位於該鄉東部偏南。相較於今日行政區，其範圍大致為玉田村東北部、時潮村南部凸出部分的西南部。

## 歷史
台灣清治末期，車路頭地區為一街庄，稱為「車路頭庄」，隸屬於四圍堡。該庄北及東與塭底庄為鄰，南與新發庄、土圍庄為鄰，西邊為茅埔庄。
1901年（日治明治三十四年）11月，廢縣廳改設二十廳，該庄隸屬於宜蘭廳，編入第二區。1905年（明治三十八年）7月，該區改名「四圍區」。1909年（明治四十二年）10月，合併二十廳為十二廳，該庄仍隸屬於宜蘭廳。1920年（大正九年），廢十二廳改設五州二廳，該庄改制為「車路頭」大字，隸屬於臺北州宜蘭郡礁溪庄。
戰後礁溪庄改制為礁溪鄉，隸屬於臺北縣，大字亦改制為村。1950年10月，北、基、宜分治，礁溪鄉改隸屬於宜蘭縣。

## 聚落
本地區主要的聚落為車路頭。

## 交通

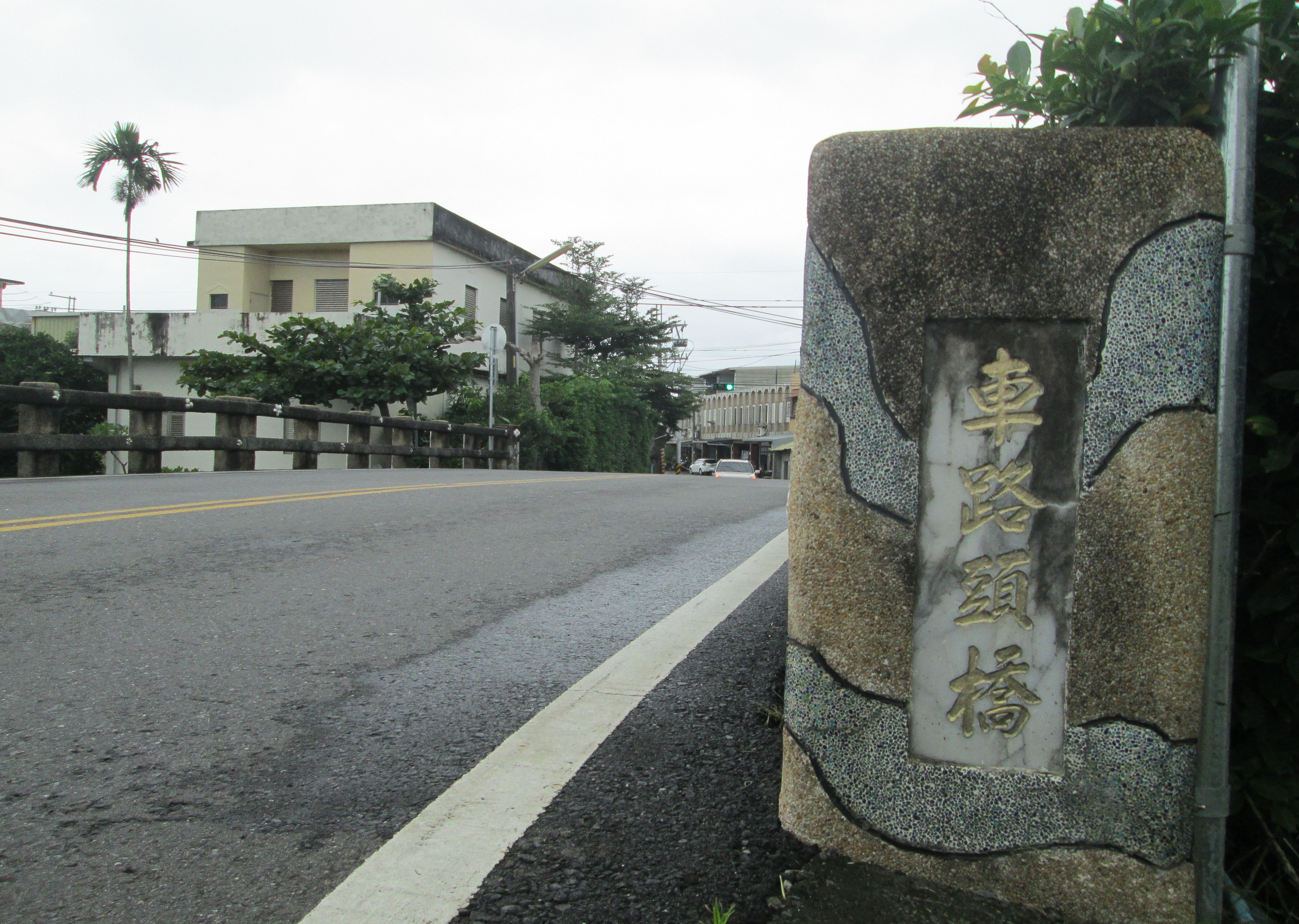
縣道192號上的車路頭橋

縣道192號是龍潭至大福的道路，大致以西南—東北走向經過車路頭地區東南部邊界地帶。由該道路向西南可前往土圍、五間、辛子罕、一結、龍潭並止於鄉道宜5線路口，向東北可前往上福並止於省道台2線路口。
鄉道宜6線（土圍路）是林美至車路頭的道路，其東側端點位於本地區東南部縣道192號路口。由此向西北西沿本地區南部邊界地帶而行，出西側邊界後可前往茅埔與踏踏邊界、三十九結、七結、十六結、林尾並止於佛光大學叉路路口。
鄉道宜7線是竹安至新南的道路，大致以北北東—南南西走向轉縱向經過本地區東南部邊界地帶。由該道路向北北東可前往塭底、大塭東南端並止於鄉道宜4線路口，向南可前往新發、古亭笨東部、十三股、壯六東部、公館西部、新興、南興並止於鄉道宜16線路口。

## 延伸阅读
[在维基数据编辑]
 《魏書·卷34》，出自魏收《魏书》
 《北史·卷025》，出自李延壽《北史》